# Natar Ungalaaq
Natar Ungalaaq (né en 1959 à Igloulik, aux Territoires du Nord-Ouest, actuellement Nunavut) est un comédien, réalisateur et sculpteur inuk.
Surtout connu pour ses rôles dans Atanarjuat (2001) et Ce qu'il faut pour vivre (2008), qui lui a valu un Jutra du meilleur acteur et un Génie du meilleur acteur en 2009, il a également joué dans plusieurs films canadiens et américains depuis 1994. Il est également producteur et réalisateur pour l'Inuit Broadcasting Corporation, la télévision inuite du Nunavut.

## Filmographie
- 1994 : Frostfire (TV) de David Greene : un Inuit
- 1994 : Trial at Fortitude Bay (en) (TV) de Vic Sarin : Tommy
- 1994: Kabloonak de Claude Massot : Mukpullu
- 1998 : L'Odyssée du pôle nord (en) (Glory and Honor) (TV) de Kevin Hooks : Ootah
- 2001 : Atanarjuat de Zacharias Kunuk : Atanarjuat
- 2004 : Sleep Murder (TV) de Andrew Currie : Jimmy Tarniq
- 2006 : Le Journal de Knud Rasmussen (The Journals of Knud Rasmussen) de Zacharias Kunuk et Norman Cohn : Nuqallaq
- 2008 : Ce qu'il faut pour vivre de Benoît Pilon : Tiivii
- 2011 : Futurestates (série TV), saison 2, épisode 10 de Kimi Takesue : Siku
- 2013 : La Légende de Sarila (film d'animation) de Nancy Florence Savard : Ukpik (voix dans la version anglaise)
- 2013 : Maïna de Michel Poulette : Tadlo
- 2016 : Iqaluit de Benoît Pilon : Noah
- 2017 : The Grizzlies de Miranda de Pencier (en) : Pete
- 2017 : Frontier (série TV), saison 2, épisodes 1 et 2 : un chasseur Inuit